# توهوری (شهرستان هیو)
توهوری (به لاتین: Tohvri) یک منطقهٔ مسکونی در استونی است که در دهستان اماسته واقع شده‌است.